# Father Was a Fullback
Father Was a Fullback è un film del 1949 diretto da John M. Stahl.
È una commedia a sfondo sportivo statunitense con Fred MacMurray (che interpreta un allenatore di football americano in un college), Maureen O'Hara, Betty Lynn e Rudy Vallee. È basato sulla commedia teatrale del 1945  Mr. Cooper's Left Hand di Clifford Goldsmith e sull'articolo sportivo Football Fans Aren't Human di Mary Stuhldreher.

## Trama
George Cooper è l'allenatore della locale squadra universitaria di football, che, nell'ultima stagione, ha perso tutte le partite finora giocate. George e sua moglie Elizabeth sono genitori di due figlie: Connie, adolescente al limite dell'età adulta, e la sorellina Ellen. La passione di Connie è la letteratura: scrive. Nello stesso tempo è in crisi perché è convinta (a ragione) che i ragazzi a lei coetanei la sfuggano, non considerandola particolarmente attraente. E per tale motivo si deprime, giungendo al punto di chiedere ed ottenere dai genitori di essere esentata dai pranzi comuni con la famiglia, preferendo consumare i suoi pasti nella solitudine della sua cameretta.
A nulla valgono le macchinazioni di suo padre George, che – preoccupato per l'equilibrio psichico di sua figlia -  chiede aiuto al suo amico e vicino di casa, il professor Sullivan, perché fornisca falsi pretendenti alla ragazza.
Un bel giorno Connie riesce a pubblicare un racconto su una rivista locale: in esso l'autrice figura come personificazione autobiografica di una ragazza dedita alla bubble dance, una danza erotica (il contenuto del racconto  è solo un parto della sua immaginazione). I pretendenti alla ragazza allora si moltiplicano. Connie ammette solo Joe Birch, col quale inizia un rapporto sereno.
George perde l'ultima partita della stagione. Sta per essere esonerato dal suo ruolo, quando ci si rende conto che Joe Birch è un promettente asso del football, che sicuramente risolleverà le sorti della squadra per la stagione successiva. George viene quindi riconfermato, mentre le sue difficoltà con la prole sembrano essersi risolte.
Ma la piccola Ellen si è fatta un poco più grande; ella chiede ai genitori di servirle i pasti in camera.

## Produzione
Il film, diretto da John M. Stahl su una sceneggiatura di Aleen Leslie, Casey Robinson, Mary Loos e Richard Sale e un soggetto di Clifford Goldsmith, fu prodotto da Fred Kohlmar per la Twentieth Century Fox Film Corporation e girato dal 14 marzo a fine aprile 1949. Il titolo di lavorazione fu Blind Date.
Le riprese cominciarono sotto la direzione di Elliott Nugent chi fu poi sostituito da Stahl (alla sua ultima regia) dopo pochi giorni riprese a causa di disaccordi con la produzione. Il film fu adattato per un episodio della serie antologica radiofonica Lux Radio Theatre trasmesso il 20 marzo 1950.

## Distribuzione
Il film fu distribuito negli Stati Uniti nell'ottobre 1949 (première a Los Angeles il 30 settembre) al cinema dalla Twentieth Century Fox.
Altre distribuzioni:
- in Australia il 22 dicembre 1949
- in Brasile (Papai Foi um Craque)

## Promozione
La tagline è: I wanted to live DANGEROUSLY so I married a football coach (who lost every game).